# Darius Labanauskas
Darius Labanauskas (Kaunas, 1976. július 26. –) litván dartsjátékos. 2006-tól 2018-ig a British Darts Organisation, majd 2018-tól a Professional Darts Corporation tagja. Beceneve "Lucky D".

## Pályafutása

### BDO
Labanauskas 2006-ban játszott először tornán a BDO-nál. Ezután inkább csak a balti államok versenyein indult, de nem váltott szervezetet és a BDO-nál maradt. 2012-ben a WDF Europe Cup tornájának páros versenyén döntőt játszhatott csapattársával Arūnas Čiplys-szel, miközben a döntőig vezető úton legyőzték többek között a svéd, az angol és a belga csapatokat is. A döntőben ellenfeleik Jan Dekker és az az évi BDO világbajnok Christian Kist voltak, akiktől végül 6–0-ás vereséget szenvedtek. A 2014-es WDF Europe Cup tornáján már egyéniben is sikerült döntőbe kerülnie, ahol végül az ír David Concannon-nal szemben maradt alul.
Első BDO-dartsvilágbajnokságán 2015-ben vett részt, melynek első körében vereséget szenvedett az angol Robbie Greentől. A következő vb-n már a selejtező körben kiesett, ezúttal a japán Aszada Szeigo bizonyult jobbnak nála. 
A 2017-es világbajnokságon Labanauskasnak már a negyeddöntőig sikerült eljutnia, ahol végül a későbbi világbajnok Glen Durrant ellen szenvedett el 5–2-es vereséget. Utolsó BDO vb-jén újra az első körben kényszerült búcsúzni, ezúttal Scott Mitchelltől kapott ki 3–2-re.

### PDC
2018-tól Labanauskas a PDC-nél folytatta pályafutását, amelynek a PDC Nordic & Baltic Pro Tour sorozatából rögtön első évében kvalifikálni tudta magát a 2019-es PDC-dartsvilágbajnokságra. A vb-n az első körben Matthew Edgar ellen 3–1-es győzelmet aratott, így készülhetett az ötszörös világbajnok (négyszeres BDO és egyszeres PDC) holland Raymond van Barneveld elleni összecsapásra. A meccset végül 3–2-re sikerült megnyernie a litvánnak, így továbbjutott a következő fordulóba. A harmadik körben Adrian Lewis volt az ellenfele, aki jó formát mutatva 4–0-ra legyőzte Labanauskast, így a litván kiesett a tornáról.
A 2020-as vb-n egészen a negyeddöntőig jutott, ahol 5–2-re Michael van Gerwen győzte le. 2021-ben csak a második körig sikerült eljutnia, ott Simon Whitlock győzte le. 2022-ben pedig mindössze egy meccset játszott, kikapott a belga Mike De Deckertől, de az első szettet a litván egy kilencnyilassal zárta le.

## Világbajnoki szereplései

### BDO
- 2015: Első kör (vereség  Robbie Green ellen 1–3)
- 2016: Selejtező kör (vereség  Aszada Szeigo ellen 1–3)
- 2017: Negyeddöntő (vereség  Glen Durrant ellen 2–5)
- 2018: Első kör (vereség  Scott Mitchell ellen 2–3)

### PDC
- 2019: Harmadik kör (vereség  Adrian Lewis ellen 0–4)
- 2020: Negyeddöntő (vereség  Michael van Gerwen ellen 2–5)
- 2021: Második kör (vereség  Simon Whitlock ellen 2–3)
- 2022: Első kör (vereség  Mike De Decker ellen 1–3)
- 2023: Második kör (vereség  Ross Smith ellen 1–3)
- 2025: Első kör (vereség  Ryan Joyce ellen 1–3)

## Tornagyőzelmei
| - Adeficator Open: 2016 - Baltic Cup Open: 2013 - Denmark Open: 2016 - Estonian Masters: 2017 - Estonian Open: 2012, 2013, 2015 - Hal Open: 2016 - Kaunas Open: 2024 - Latvia Open: 2017, 2018, 2024 - Lithuania National Championships: 2009, 2011, 2012 - Lithuania Open: 2011, 2013, 2015, 2016, 2018 | - PDCNB Denmark: 2024 - PDCNB Finland: 2019, 2022 - PDCNB Iceland: 2019, 2024 - PDCNB Lithuania: 2019, 2022 (x3) - PDCNB Lithuania: 2018 (x2) - PDCNB Sweden: 2019 - Polish Open: 2015 - Riga Masters: 2014 - Riga Open: 2014, 2015 - Trakai Castle Cup: 2014 - MODUS Super Series 9: 2024 |

## Televíziós 9 nyilasai
| Időpont            | Ellenfél       | Torna              | Kombináció                           |
| ------------------ | -------------- | ------------------ | ------------------------------------ |
| 2021. december 18. | Mike De Decker | PDC Világbajnokság | T20, 2 x T19; 3 x T20; T20, T17, D18 |